# Persone di nome Łukasz
| Questa pagina contiene informazioni ricavate automaticamente dalle voci biografiche con l'ausilio del template Bio e di un bot. L'aggiornamento è periodico e automatico e ricostruisce completamente la pagina. Se manca una persona in questa lista, sei pregato di non aggiungerla, ma accertati piuttosto che la sua voce biografica contenga il template Bio e che i dati anagrafici siano correttamente compilati. Se il template Bio manca, inseriscilo tu stesso o, in alternativa, metti l'avviso {{tmp\|Bio}} che ne segnala la mancanza. Se i dati riportati sono sbagliati, correggi direttamente la voce biografica; le modifiche saranno visibili in questa lista entro pochi giorni. Per chiarimenti vedi il progetto antroponimi. La lista contiene solo le 56 persone che sono citate nell'enciclopedia e per le quali è stato implementato correttamente il template Bio. Pagina aggiornata al 16 ott 2024. |

Questa è una lista di persone presenti nell'enciclopedia che hanno il prenome Łukasz, suddivise per attività principale.

## Allenatori di calcio(1)
- Łukasz Piszczek, allenatore di calcio e ex calciatore polacco (Czechowice-Dziedzice, n. 1985)

## Astisti(1)
- Łukasz Michalski, ex astista polacco (Bydgoszcz, n. 1988)

## Calciatori(29)
- Łukasz Bejger, calciatore polacco (Golub-Dobrzyń, n. 2002)
- Łukasz Broź, calciatore polacco (Giżycko, n. 1985)
- Łukasz Burliga, calciatore polacco (Sucha Beskidzka, n. 1988)
- Łukasz Cieślewicz, ex calciatore polacco (Gniezno, n. 1987)
- Łukasz Fabiański, calciatore polacco (Kostrzyn nad Odrą, n. 1985)
- Łukasz Garguła, calciatore polacco (Żagań, n. 1981)
- Łukasz Gikiewicz, calciatore polacco (Olsztyn, n. 1987)
- Łukasz Janoszka, calciatore polacco (Bytom, n. 1987)
- Łukasz Juszkiewicz, ex calciatore polacco (Sulechów, n. 1983)
- Łukasz Łakomy, calciatore polacco (Puławy, n. 2001)
- Łukasz Madej, ex calciatore polacco (Łódź, n. 1982)
- Łukasz Maliszewski, calciatore polacco (n. 1985)
- Łukasz Masłowski, ex calciatore polacco (Zduńska Wola, n. 1981)
- Łukasz Mierzejewski, ex calciatore polacco (Ciechanów, n. 1982)
- Łukasz Moneta, calciatore polacco (Racibórz, n. 1994)
- Łukasz Piątek, calciatore polacco (Varsavia, n. 1985)
- Łukasz Poręba, calciatore polacco (Legnica, n. 2000)
- Łukasz Sapela, ex calciatore polacco (n. 1982)
- Łukasz Sekulski, calciatore polacco (Płock, n. 1990)
- Łukasz Sierpina, calciatore polacco (Złotoryja, n. 1988)
- Łukasz Skrzyński, ex calciatore polacco (Skawina, n. 1978)
- Łukasz Sosin, ex calciatore polacco (Cracovia, n. 1977)
- Łukasz Szukała, ex calciatore polacco (Danzica, n. 1984)
- Łukasz Teodorczyk, ex calciatore polacco (Żuromin, n. 1991)
- Łukasz Trałka, ex calciatore polacco (Rzeszów, n. 1984)
- Łukasz Wolsztyński, calciatore polacco (Knurów, n. 1994)
- Łukasz Załuska, ex calciatore polacco (Wysokie Mazowieckie, n. 1982)
- Łukasz Zjawiński, calciatore polacco (Pszczyna, n. 2001)
- Łukasz Zwoliński, calciatore polacco (Stettino, n. 1993)

## Canottieri(1)
- Łukasz Pawłowski, canottiere polacco (Toruń, n. 1983)

## Cantanti(1)
- Mrozu, cantante e produttore discografico polacco (Breslavia, n. 1986)

## Cestisti(4)
- Łukasz Kolenda, cestista polacco (Ełk, n. 1999)
- Łukasz Majewski, ex cestista e allenatore di pallacanestro polacco (Radom, n. 1982)
- Łukasz Seweryn, ex cestista e allenatore di pallacanestro polacco (Elbląg, n. 1982)
- Łukasz Wiśniewski, ex cestista polacco (Toruń, n. 1984)

## Ciclisti su strada(3)
- Łukasz Bodnar, ex ciclista su strada polacco (Breslavia, n. 1982)
- Łukasz Owsian, ciclista su strada polacco (Toruń, n. 1990)
- Łukasz Wiśniowski, ciclista su strada polacco (Ciechanów, n. 1991)

## Direttori della fotografia(1)
- Łukasz Żal, direttore della fotografia polacco (Koszalin, n. 1981)

## Dirigenti sportivi(1)
- Łukasz Koszarek, dirigente sportivo e ex cestista polacco (Września, n. 1984)

## Giornalisti(1)
- Łukasz Masiak, giornalista polacco (Mława, n. 1983 - Mława, † 2015)

## Musicisti(1)
- Dr. Luke, musicista, compositore e produttore discografico statunitense (Providence, n. 1973)

## Pallavolisti(4)
- Łukasz Kaczmarek, pallavolista polacco (Krotoszyn, n. 1994)
- Łukasz Kadziewicz, ex pallavolista polacco (Dobre Miasto, n. 1980)
- Łukasz Perłowski, pallavolista polacco (Strzyżów, n. 1984)
- Łukasz Wiśniewski, pallavolista polacco (Włodawa, n. 1989)

## Pattinatori di short track(1)
- Łukasz Kuczyński, pattinatore di short track polacco (Sokółka, n. 1999)

## Pentatleti(1)
- Łukasz Gutkowski, pentatleta polacco (n. 1998)

## Piloti di rally(1)
- Łukasz Pieniążek, pilota di rally polacco (n. 1990)

## Saltatori con gli sci(2)
- Łukasz Kruczek, saltatore con gli sci polacco (Buczkowice, n. 1975)
- Łukasz Rutkowski, ex saltatore con gli sci polacco (Zakopane, n. 1988)

## Tennisti(1)
- Łukasz Kubot, tennista polacco (Bolesławiec, n. 1982)

## Velocisti(2)
- Łukasz Chyła, ex velocista polacco (Dziemiany, n. 1981)
- Łukasz Krawczuk, velocista polacco (n. 1989)